# Meshaw
Meshaw – wieś i civil parish w Anglii, w Devon, w dystrykcie North Devon. W 2011 civil parish liczyła 275 mieszkańców. Meshaw jest wspomniana w Domesday Book (1086) jako Mauessart.